# Franz Hofherr
Franz Hofherr (* 15. März 1949 in Garmisch-Partenkirchen) ist ein ehemaliger deutscher Eishockeyspieler und -funktionär. Sein älterer Bruder Anton Hofherr war ebenfalls Eishockeyspieler.

## Karriere
Franz Hofherr begann seine Karriere im Nachwuchsbereich des SC Riessersee und gewann 1966 und gewann mit dem Juniorenteam die Deutsche Meisterschaft. Von 1969 bis 1974 spielte er aktiv für den SC Riessersee in der 1. Bundesliga. Er nahm an zwei Eishockey-Weltmeisterschaften teil, 1970 in Rumänien und 1971 in der Schweiz.
Nach Abschluss seines Fachhochschulstudiums in München wechselte er in der Saison 1974/75 zum Kölner EC. Er spielte acht Jahre für den Kölner EC und wurde mit dem Team in den Jahren 1977 und 1979 Deutscher Meister. Während seiner Karriere als Spieler beim Kölner EC studierte er an der Deutschen Sporthochschule Köln. Auf der Grundlage seiner Diplomarbeit „Untersuchung der Leistungs- und Belastungsfähigkeit im Eishockey“ bei Professor Heinz Liesen, Leiter des Sportmedizinischen Instituts Köln, führte er die Trainingssteuerung nach Laktatbestimmung im Eishockey ein. Als Diplom-Sportlehrer übernahm er 1983 zunächst als Konditionstrainer die Saisonvorbereitung des Kölner Teams. 1985 wurde er auch Manager und verpflichtete Hardy Nilsson als neuen Trainer, mit dem das Team dreimal nacheinander Deutscher Meister wurde.
Im Sommer 1988 wechselte er als Sportlicher Leiter und Manager zum EC Hedos München, der damals in noch der 2. Bundesliga spielte. Gleich in der ersten Saison stieg er mit dem Team in die 1. Bundesliga auf. Nach fünf Jahren verließ Hofherr im Sommer 1993 verließ den EC Hedos München und wurde Verwaltungsdirektor beim Deutschen Eishockey-Bund (DEB). Darüber hinaus wurde er 1994 zum Geschäftsführer der neu gegründeten Deutschen Eishockey Liga (DEL) berufen. In den ersten Gründungsjahren der DEL kam es – auch aufgrund der einseitigen Konstruktion des Franchisevertrages zugunsten des DEB – zu erheblichen Auseinandersetzungen zwischen den DEL-Teams (Franchisenehmern) und dem DEB (Franchisegeber). Gemäß Franchisevertrag war der DEB alleiniger Gesellschafter der DEL GmbH. Nach dem Rücktritt des damaligen DEB-Präsidenten Ulf Jäkel und der Wahl von Bernd Schäfer zum DEL-Beiratsvorsitzenden eskalierte der Streit zwischen dem DEB und der DEL, was letztlich zur Entlassung von Franz Hofherr führte. Nach gerichtlichen Auseinandersetzungen wurde er nach zwei Jahren rehabilitiert und erhielt schließlich eine Abfindung vom Deutschen Eishockey Bund. Danach zog er sich vom Eishockey zurück und arbeitete in der IT-Branche.

## Erfolge und Auszeichnungen
- 1977 Deutscher Meister mit dem Kölner EC
- 1979 Deutscher Meister mit dem Kölner EC